# Arktisk sisel
Arktisk sisel (Urocitellus parryii) är ett däggdjur i familjen ekorrar (Sciuridae) som förekommer i norra Asien och i norra Nordamerika.

## Taxonomi
Arten har tidigare räknats till släktet sislar (Spermophilus), men DNA-analys har visat att denna och vissa närstående arter är parafyletiska med avseende på präriehundar, släktet Ammospermophilus och murmeldjur, varför de har förts till det egna släktet Urocitellus.
Catalogue of Life listar 10 underarter:
- Urocitellus parryii parryii (Richardson, 1825)
- Urocitellus parryii ablusus (Osgood, 1903)
- Urocitellus parryii kennicottii (Ross, 1861)
- Urocitellus parryii kodiacensis (J. A. Allen, 1874)
- Urocitellus parryii leucostictus (Brandt, 1844)
- Urocitellus parryii lyratus (Hall and Gilmore, 1932)
- Urocitellus parryii nebulicola (Osgood, 1903)
- Urocitellus parryii osgoodi (Merriam, 1900)
- Urocitellus parryii plesius (Osgood, 1900)
- Urocitellus parryii stejnegeri (J. A. Allen, 1903)

## Utseende
Individerna når en kroppslängd mellan 21,5 och 25 centimeter (huvud och bål) och därtill kommer en något kortare svans. Vikten ligger mellan 530 och 810 gram och hannar är större än honor. Pälsen på ovansidan är efter våren rödbrun och efter hösten gråbrun. Håren har vita spetsar och även undersidan är vitaktig. De stora ögonen är omgivna av en vit ring. Den yviga svansen används för att hålla balansen. Den arktiska siseln har även kindpåsar för att bära födan.

## Utbredning och habitat
Den arktiska siseln lever i nordöstra Sibirien i två skilda populationer, den ena vid Lenafloden och den andra på Kamtjatka och i regionen norr om halvön. Utbredningsområdet i Nordamerika sträcker sig över Alaska och norra Kanada. Habitatet utgörs av tundran och andra öppna landskap. I bergstrakter hittas arten upp till 1 400 meter över havet.

## Ekologi
Individerna är aktiva på dagen och lever i grupper som bygger komplexa underjordiska bon. Flocken leds av en dominant hanne som parar sig med honorna. De markerar revir med doftämnen från körtlarna. Födans sammansättning är beroende på årstid. Under våren är de arktiska sislarna främst köttätare med byten som insekter, mindre fåglar och deras ägg samt ibland ungar av andra siselflockar. Före vintern byter de till bär, svampar, lav och andra växtdelar.
Det centrala rummet av boet ligger vanligen en eller två meter under markytan. Det fodras före vinterdvalan med blad, lav och hår av myskoxar när de är tillgängliga.
Den arktiska siseln går i ide men vaknar ibland när snön fortfarande är på plats. Under vintervilan sjunker individernas kroppstemperatur till omkring −2 °C (lägst −2,9 °C) utan att djuret skadas. Hjärnan, brösthålan och bukhålan hålles dock ovan fryspunkten. Varannan till var tredje vecka ökar kroppstemperaturen till 37 °C och sedan kan den sjunka igen. Under tiden tappar de cirka hälften av sin vikt.
Parningen äger rum under våren och efter upp till sex veckors dräktighet föds vanligen sex till åtta ungar (sällan upp till 14). Ungarna är nakna och blinda vid födelsen men de utvecklas snabbt. Den första parningen sker oftast under andra levnadsåret.
Exemplar av hankön når en ålder av cirka 6 år och några honor kan leva 11 år. Individerna varnar varandra med olika läten för faror. För fiender som kommer på marken har de gutturala ljud och för flygande fiender pipande varningsrop.

## Arktisk sisel och människor
Djuret jagas för pälsens skull och hotas av regionens omvandling till betesmarker för boskapsdjur. Inuiterna kallar djuret sik-sik efter ett av artens läten. IUCN listar arten som livskraftig (LC) på grund av det stora utbredningsområdet. Beståndets storlek är okänt men enligt lokalbefolkningen är siseln inte sällsynt.